# Паріла (Рідала)
Па́ріла (ест. Parila küla) — село в Естонії, у волості Рідала повіту Ляенемаа.

## Населення
Чисельність населення на 31 грудня 2011 року становила 6 осіб.

## Географія
Через село проходить автошлях 31 (Хаапсалу — Лайкюла).

## Історія
З січня 1998 року село Паріла відновлено як окремий населений пункт.